# Остроградський Михайло Васильович
Миха́йло Васи́льович Острогра́дський (рос. Михаил Васильевич Остроградский, 12 (24) вересня 1801, Пашенівка, Малоросійська губернія (нині Полтавської області) — 20 грудня 1861 (1 січня 1862), Полтава, Російська імперія) — український математик, механік і фізик.
Належав до козацько-старшинського роду Остроградських, що походив від бунчукового товариша Івана Остроградського, який жив у XVII ст. Михайло Остроградський вважається одним з провідних математиків середини XIX ст. У 2001 році ЮНЕСКО внесла Михайла Васильовича Остроградського до списку видатних математиків світу.

## Життєпис
Народився в селі Пашенівка (нині в Полтавської області, Україна, тоді Малоросійська губернія, Російська імперія) в аристократичній родині. Дитинство проходило у рідному маєтку села Пашенівка біля Козельщини. Уже в ранньому віці у нього проявилося значне зацікавлення до математичних обчислень і він вимірював різні предмети: вози, дерева, глибину ярів та криниць.
1809 його відвезли до Полтави в гімназію, де він навчався до 1816 року, коли надумав стати військовим. Однак, їдучи до Петербурга, де Михайло мав вступити до гвардії, вони з батьком заїхали до дядька, і той намовив Остроградського вступати до Харківського університету.
Восени 1816 року став вільним слухачем Харківського університету, а з 1817-го — студентом фізико-математичного факультету. Інтерес до математичних наук сформувався під впливом викладача університету Івана Павловського. Навчався на «відмінно» і як найкращому випускникові 1820 року йому присудили ступінь кандидата. Однак реакційна частина харківської професури, користуючись казуїстикою, домоглася позбавлення юнака атестата кандидата. Домагаючись справедливості юнак складає необхідні іспити втретє і 30 квітня 1821 року Рада присуджує йому вчений ступінь кандидата наук. Однак міністр духовних справ і народної освіти не затвердив рішення Ради і йому запропонували складати іспити вчетверте. Мотивувалося це його «вільнодумством» і невідвідуванням лекцій із богослов'я.

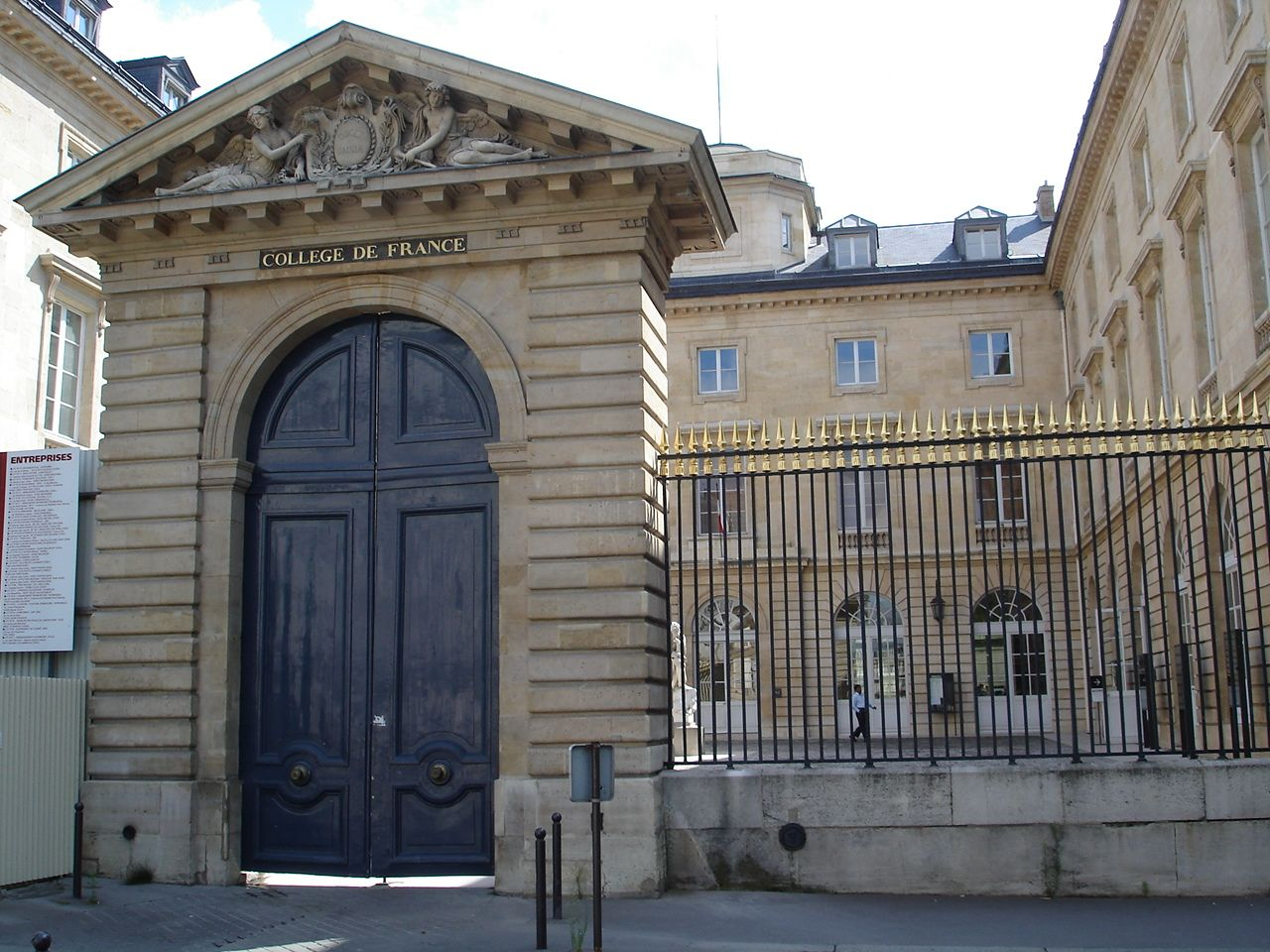
Колеж де Франс у Латинському кварталі Парижа

Обурений Михайло відмовився не тільки ще раз складати іспити, а й від диплома університету з вимогою викреслити його ім'я зі списків колишніх студентів. Здавалося б усе втрачено, кар'єра зруйнована. Однак талановитий юнак їде навчатися до Парижа, хоч у Росії закордонні дипломи ніякого значення не мали.
У 1822—1828 рр. вдосконалював свої студії у Колеж де Франс у Парижі, де слухав лекції Ампера, Коші, Лапласа, Пуассона, Фур'є та ін. Незабаром він зробив перші серйозні спроби своїх сил у математиці й особливо в інтегральному численні, за що отримав особливу похвалу від Коші.
Працював переважно у Франції та Росії. З 1828 р. професор вищих шкіл у Петербурзі. Учень Лапласа, Ампера. Викладач Колегії Анрі IV (Париж), професор Петербурзького університету та Морського кадетського корпусу, Інституту корпусу інженерів шляхів сполучення (з 1830 р.), Головного педагогічного інституту (з 1832 р.), Головного інженерного училища (з 1840 р.), Головного артилерійського училища (з 1841 р.). член Петербурзької АН (з 1830 р., у віці 29 років), Паризької (з 1856 р.), Римської й Туринської Академій наук). З 1830 року екстраординарний, 1831 року — ординарний академік СПб АН.
Автор 40 праць із математичного аналізу (нескінченно-малих, інтегрування раціональних функцій), математичної фізики (диференціальні рівняння поширення тепла у рідких твердих тілах), теоретичної механіки (принцип можливих переміщень, варіаційні принципи механіки, теорія удару, теорія пружності, поширення хвиль на поверхні рідини тощо), написаних переважно французькою мовою, друкованих у «Мемуарах» і «Бюлетенях» Петербурзької АН. Остроградський відкрив метод інтегрування раціональних функцій (метод Остроградського) встановив формулу перетворення інтеграла по об'єму у поверхневий інтеграл, названу його ім'ям (формула Остроградського, 1828, опублікована в 1831-му). Один із засновників петербурзької математичної школи. Його учні — математики І. О. Вишеградський, М. П. Петров, Д. І. Журавський, І. П. Колонг. Світ знає його дослідження з теорії чисел, алгебри, теорії імовірностей та варіаційного числення. Відомий популяризатор наукових знань. Власним коштом видав твори Л. Ейлера, К. Гаусса та ін. Автор низки науково-популярних статей, підручників та навчально-методичних видань.
Мав близькі стосунки з родинами Лисенків і Старицьких, був знайомим з Тарасом Шевченком.
Член-кореспондент Паризької Академії наук, Російської, Туринської, Римської, Американської академій, почесний доктор Київського, Московського та багатьох інших університетів. Почесний член Харківського університету (1859).
ЮНЕСКО у 2001 році внесла М. Остроградського до переліку видатних математиків світу.
Був нагороджений орденами Святої Анни І ступеня і Святого Володимира ІІ ступеня.

## Наукова діяльність
Остроградський — видатний педагог, який викладав у багатьох навчальних закладах Петербурга. Ряд його праць стосується питань методики викладання математики та механіки у вищій та середній школах.
З численних і різноманітних його праць з різних галузей математичних наук, що зробили його ім'я відомим у багатьох країнах, слід особливо відзначити його мемуари у галузі чистої математики, у якому виводиться загальна формула варіації кратного інтеграла (1834), a також мемуари про інтегрування раціональних функцій. У галузі механіки він вдало розвинув думку Фур'є про те, що умови можливих переміщень іноді слід виражати нерівностями й вводити зв'язки, що залежать від часу (1834). Оригінальним чином розв'язав питання гідромеханіки про рівновагу сферичного шару рідини.
Особливо цінними виявилися його мемуари (1854), що містять повну теорію ударів. У 1848 р. запропонував оригінальний висновок канонічних рівнянь, досліджував інтеграли загальних рівнянь динаміки, а також вирішив ізопериметричну задачу.
Прочитані Остроградським курси небесної механіки (1829, 1830) є не тільки важливими з педагогічного погляду, а й глибоко науковими. У них йому вдалося спростити деякі методи, якими ця галузь механіки невдовзі перед цим збагатилася. Перші п'ять лекцій присвячені викладенню загальних теорій, сім наступних — застосуванню цих теорій до руху планет. Лекції закінчувалися складанням та інтегруванням рівнянь вікових нерівностей і застосуванням способу Пуассона для періодичних нерівностей. Під час свого перебування в Парижі у 1830 р. М. В. Остроградський подав ці лекції Паризькій академії наук і отримав від неї дуже схвальні відгуки Араго і Пуассона.
В іншому курсі — лекціях з алгебраїчного і трансцендентного аналізу (1836, 1837) М. В. Остроградський ознайомив своїх слухачів з новими ідеями й методами у галузі алгебраїчних рівнянь, здійсненими Лагранжем, Коші, Штурмом, Гауссом, Абелем та ін. У галузі аналізу нескінченно малих М. В. Остроградський знайшов умови й спосіб для вираження алгебраїчною функцією як інтеграла раціонального дробу, так і інтеграла від функції, що містить квадратний корінь з цілого многочлена.
Починаючи з 1830-х років займався зовнішньою балістикою. Вивів рівняння руху снаряда, вивчав опір повітря, дію пострілу на лафет гармати. В теорії потенціалу розв'язав деякі задачі, що стосуються притягання сфери та сфероїда. Досліджував поширення тепла у твердих тілах, одержав рівняння поширення тепла в рідинах.
У галузі математичної фізики він здійснив узагальнення методу, що застосовується при інтегруванні рівнянь з частковими диференціалами. Представляє також інтерес його рішення про поширення тепла у призмі.
Ім'я М. В. Остроградського носить розроблений ним засіб виділення раціональної частини невизначеного інтеграла, що дав змогу алгебраїчним шляхом подати його у вигляді суми двох додатків, причому другий додаток раціональної частини не містить. Формула Гріна — Остроградського (1828) виражає перетворення інтеграла, обчисленого за обсягом, обмеженим певною поверхнею, в інтеграл, обчислений по цій поверхні. Цю формулу він узагальнив у 1834 р. на випадок n-кратного інтеграла. Він вивів формулу перетворення подвійних інтегралів у потрійні. У 1836 р. водночас з К. Г. Я. Якобі та Е. Ш. Каталаном він розробив спосіб заміни змінних у кратних інтегралах. Незалежно від УР.Гамільтона відкрив принцип найменшої дії (принцип Гамільтона — Остроградського). Інші праці присвячені проблемам варіаційного числення, інтегруванню алгебраїчних функцій, теорії чисел, алгебрі, геометрії, теорії ймовірностей.

### Академік
- Російської академії наук з 1830 р.[13]
- Туринської академії наук[13] з 1841 р.
- Римської академії наук[13] з 1853 р.
- Американської академії наук з 1834 р.

### Член-кореспондент
- Французької академії наук з 1856 р.[13]

## Формули Остроградського

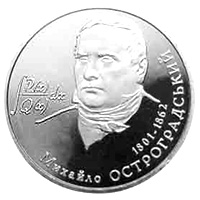
Монета НБУ присвячена Михайлу Остроградському

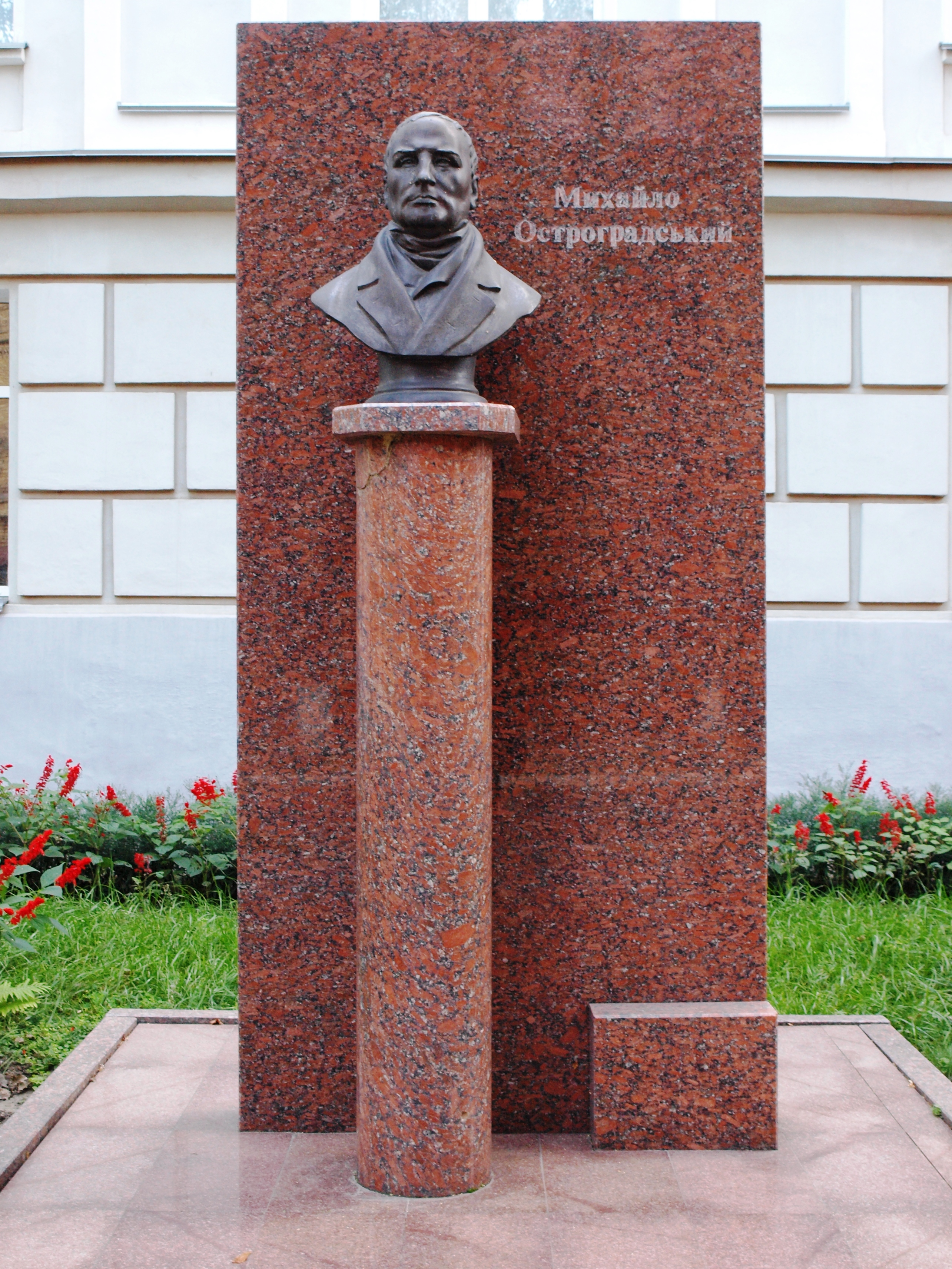
Пам'ятник-погруддя академіку Остроградському у Полтаві на вул. Остроградського

### Формула Ліувілля — Остроградського
Формула, яка пов'язує визначник Вронського (Вронскіан) для розв'язків диференціального рівняння і коефіцієнти в цьому рівнянні. Нехай є диференціальне рівняння виду:
{\displaystyle y^{(n)}+P_{1}(x)y^{(n-1)}+P_{2}y^{(n-2)}+...+P_{n}y=0},
тоді {\displaystyle W(x)=W(x_{0})Ce^{-\int _{x_{0}}^{x}P_{1}(x)dx}}, де {\displaystyle W(x)} — визначник Вронського.

### Формула Остроградського — Гаусса
Формула Остроградського — формула, яка виражає потік векторного поля через замкнену поверхню інтегралом від дивергенції цього поля за об'ємом, замкнутого поверхнею:
{\displaystyle \iiint \limits _{T}\mathrm {div} \,\mathbf {F} \,dV=\iint \limits _{\partial V}\!\!\!\!\!\!\!\!\!\!\!\subset \!\supset \;\mathbf {F} \cdot \mathbf {n} \,dS}.
У роботі Остроградського формула записана у такому вигляді: де {\displaystyle \omega } і {\displaystyle s}{\displaystyle \int \left({\frac {dp}{dx}}+{\frac {dq}{dy}}+{\frac {dr}{dz}}\right)\omega =\int (P\cos \lambda +Q\cos \mu +R\cos \nu )s}.

## Цікаві факти
- Втратив праве око через необережно запалений сірник[14]

## Твори
- Остроградский М. В. Полное собрание трудов в 3-х томах. Отв. ред. И. З. Штокало. — Киев. Изд-во АН УССР, 1959—1961. — 312 с. + 360 с. + 396 с

## Вшанування пам'яті
Іменем Остроградського названі:

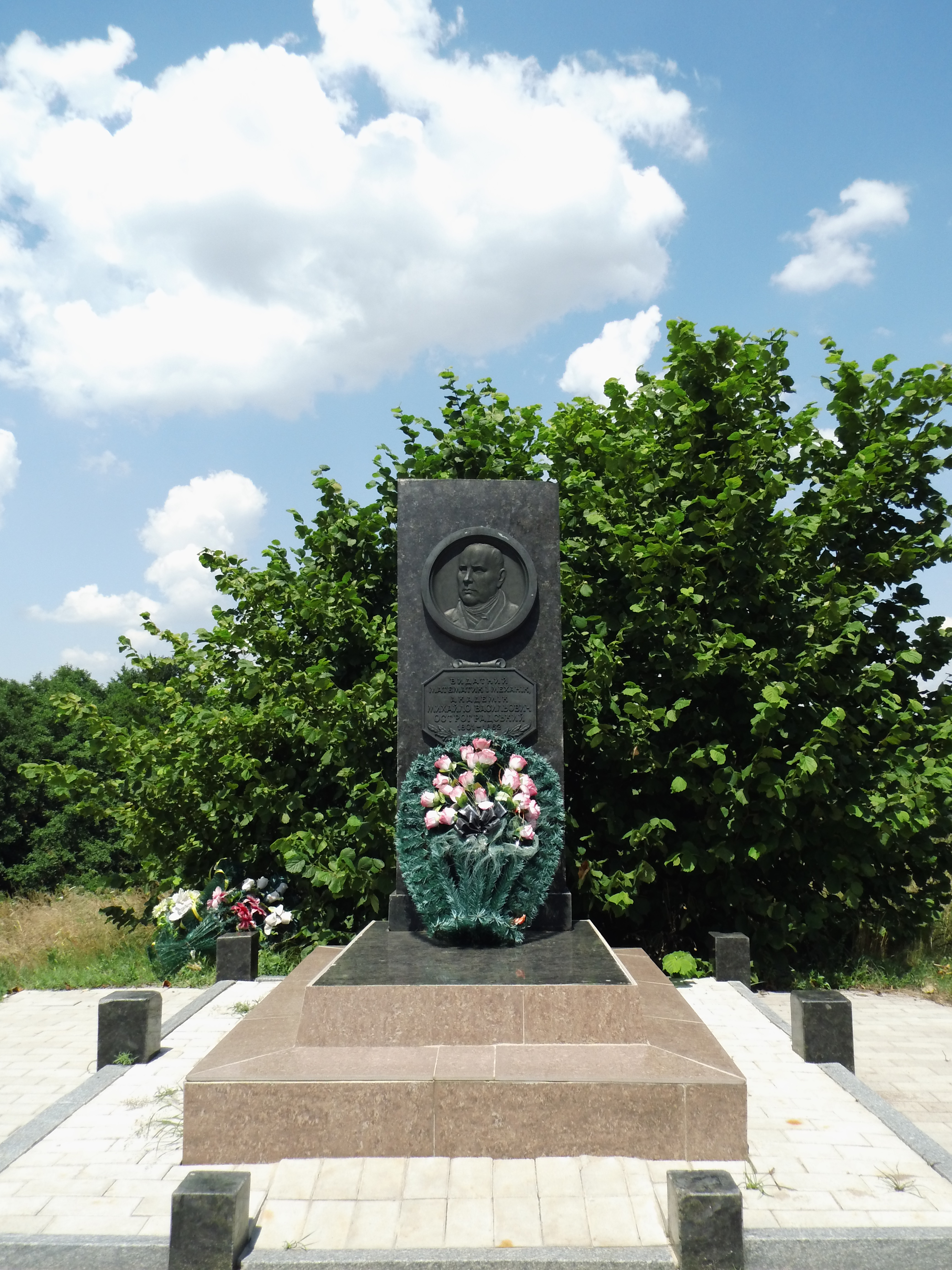
Могила у с. Пашенівка

- Гора Остроградського на Шпіцбергені (77°0'45"N 16°50'38"E)[15]
- Полтавський обласний інститут післядипломної педагогічної освіти (1998)[16]
- Кременчуцький національний університет (2007)[17]
- Хорішківська загальноосвітня школа імені Михайла Остроградського Козельщинського району Полтавської області (1983)[11]
- Вулиця Остроградського у центральній частині Полтави (1951)[11]
- Вулиця Михайла Остроградського у місті Світловодськ
- Вулиця Михайла Остроградського у місті Дрогобич
- Вулиця Остроградських у місті Львів.

2001 року Національний банк України на честь 200-річчя від дня народження випустив у серії «Видатні особистості України» ювілейну монету «Михайло Остроградський».